# Milanów (województwo lubelskie)
Milanów – wieś w Polsce położona w województwie lubelskim, w powiecie parczewskim, w gminie Milanów.
W latach 1954–1972 wieś należała i była siedzibą władz gromady Milanów. W latach 1975–1998 miejscowość administracyjnie należała do województwa bialskopodlaskiego.
Miejscowość jest sołectwem, siedzibą gminy Milanów. Według Narodowego Spisu Powszechnego z roku 2011 wieś liczyła 1056 mieszkańców. 
Wieś otoczona lasami, szczególną atrakcją jest rezerwat Czarny Las, utworzony w 1981 roku na obszarze 1 ha.

## Historia
Po raz pierwszy w źródłach historycznych nazwa Milanów pojawiła się w 1431 roku. Wieś była wówczas własnością szlachcica Andrzeja Kostro. W 1442 r. w Budzie Władysław III Warneńczyk zapisał Mikołajowi z Milandowa (brat Andrzeja Kostro) 25 grzywien na dworzyskach Załowicze, Szaków, Czuryłów w powiecie gródeckim województwa ruskiego. W 1440 r. Mroczko z Milanowa, rządca łukowski, kupił starostwo parczewskie. Wieś leżała na terenach będących przedmiotem sporu pomiędzy Koroną a Wielkim Księstwem Litewskim.
Anna księżniczka Wiśniowiecka, córką ks. Michała, starosty owruckiego i jego żony Rainy Mohylanki, wnuczka ks. Michała, kasztelana bracławskiego, pierwsza żona Zbigniewa Firleja (zm. 1649), starosty lubelskiego, wniosła w dom Firlejów pewne dobra, m.in. klucze rudzieniecki, horodyski, roszowski, milanowski w województwach lubelskim i podlaskim. W XVIII wieku Milanów należał do dóbr Potockich. Mikołaj Bazyli Potocki, starosta kaniowski, zapisał te dobra synowcowi swemu ks. Kajetanowi Potockiemu, kanonikowi katedralnemu krakowskiemu. Później dobra milanowskie należały do Czetwertyńskich, którzy zbudowali tu piękną rezydencję.
W 1906 r. powstała w Milanowie straż pożarna założona przez studenta Szkoły Górniczej Rudolfa Levitou, a w pierwszym jej zarządzie znalazł się książę Włodzimierz Czetwertyński. OSP odegrała istotną rolę kulturalną w życiu gminy – działała przy niej orkiestra, sekcja oświatowa, teatralna oraz biblioteka.
W dniach 29–30 września 1939 r. pod Milanowem toczyła boje SGO „Polesie” gen. F. Kleeberga, walcząc z oddziałami Armii Czerwonej w czasie agresji Sowieckiej na Polskę w 1939. Na miejscowym cmentarzu znajdują się groby poległych wówczas żołnierzy polskich.
Po reformie administracyjnej 1867 roku Milanów nabrał praw gminnych. W 1973 roku Milanów stał się siedzibą gminy w powiecie parczewskim województwa lubelskiego i tak jest obecnie od 01 stycznia 1999 r.

## Zabytki
Jeden z ważniejszych zabytków, pałac neoklasycystyczny w Milanowie, powstał po 1840 roku (obecnie siedziba LO im. M. Konopnickiej). Obok pałacu znajdują się dawne obiekty dworskie oraz dobrze zachowany park XIX-wieczny, urządzony w stylu angielskim.
W miejscowości znajduje się też zespół kościoła pw. Niepokalanego Poczęcia NMP. Składa się pn z kościoła wzniesionego w latach 1858–1861 oraz XIX-wiecznych budynków plebanii, szpitala (obecnie ośrodek zdrowia) i pralni szpitalnej (obecnie budynek mieszkalny). Obiekty te ufundowała właścicielka ziemska Milanowa, Wanda Julianna Uruska-Caboga, a wzniesiono je w stylu późnoklasycystycznym według projektu Henryka Marconiego.
Do rejestru zabytków nieruchomych województwa lubelskiego wpisano:
- kościół parafialny z plebanią pw. Niepokalanego Poczęcia NMP, wybudowany w latach 1861–1871, nr rej.: A / 1370 z 21.06.1993
- zespół dworski i folwarczny, 2 połowy XIX i początków XX wieku, nr rej.: A/1371 z 17.06.1985:

Zespół obejmuje dwór, oficynę, stajnię cugową, oranżerię, park z alejami dojazdowymi, gorzelnię z magazynem gorzelni, jak również dom gorzelnego.

## Sport
We wsi działa powstały w 1923 roku klub piłkarski LKS Milanów (Ludowy Klub Sportowy Milanów), który w sezonie 2020/21 występuje w bialskiej klasie okręgowej. Największym osiągnięciem piłkarzy LKS Milanów były występy w lubelskiej IV lidze w sezonie 2016/2017. 